# Wolfgang Ullmann

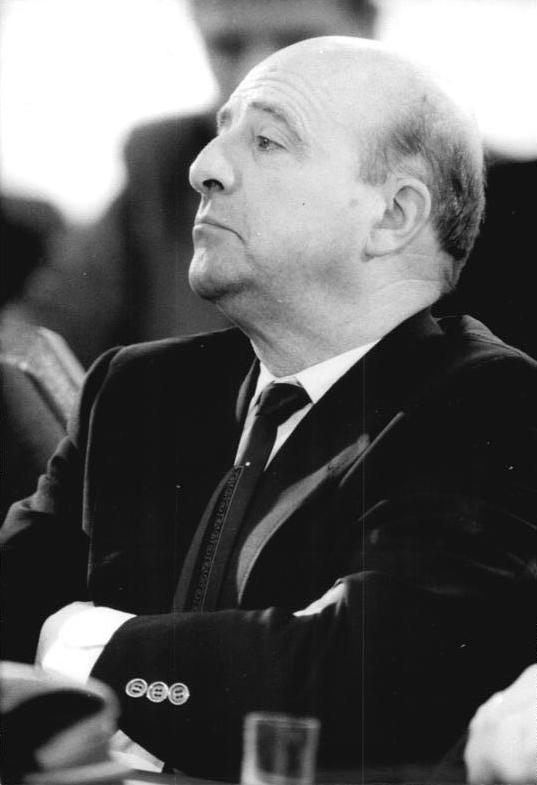
Wolfgang Ullmann, 1990

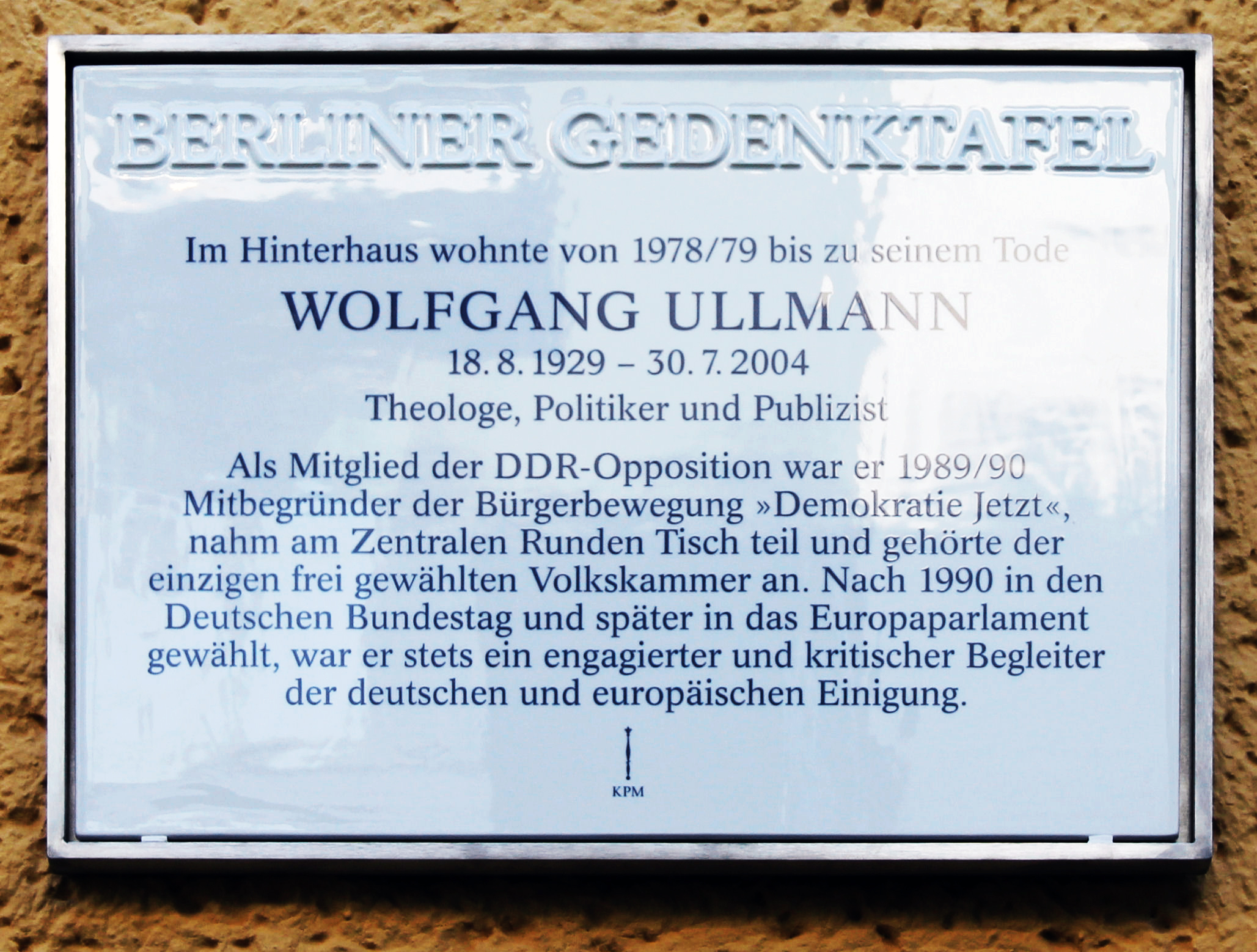
Berliner Gedenktafel am Haus, Tieckstraße 17, in Berlin-Mitte

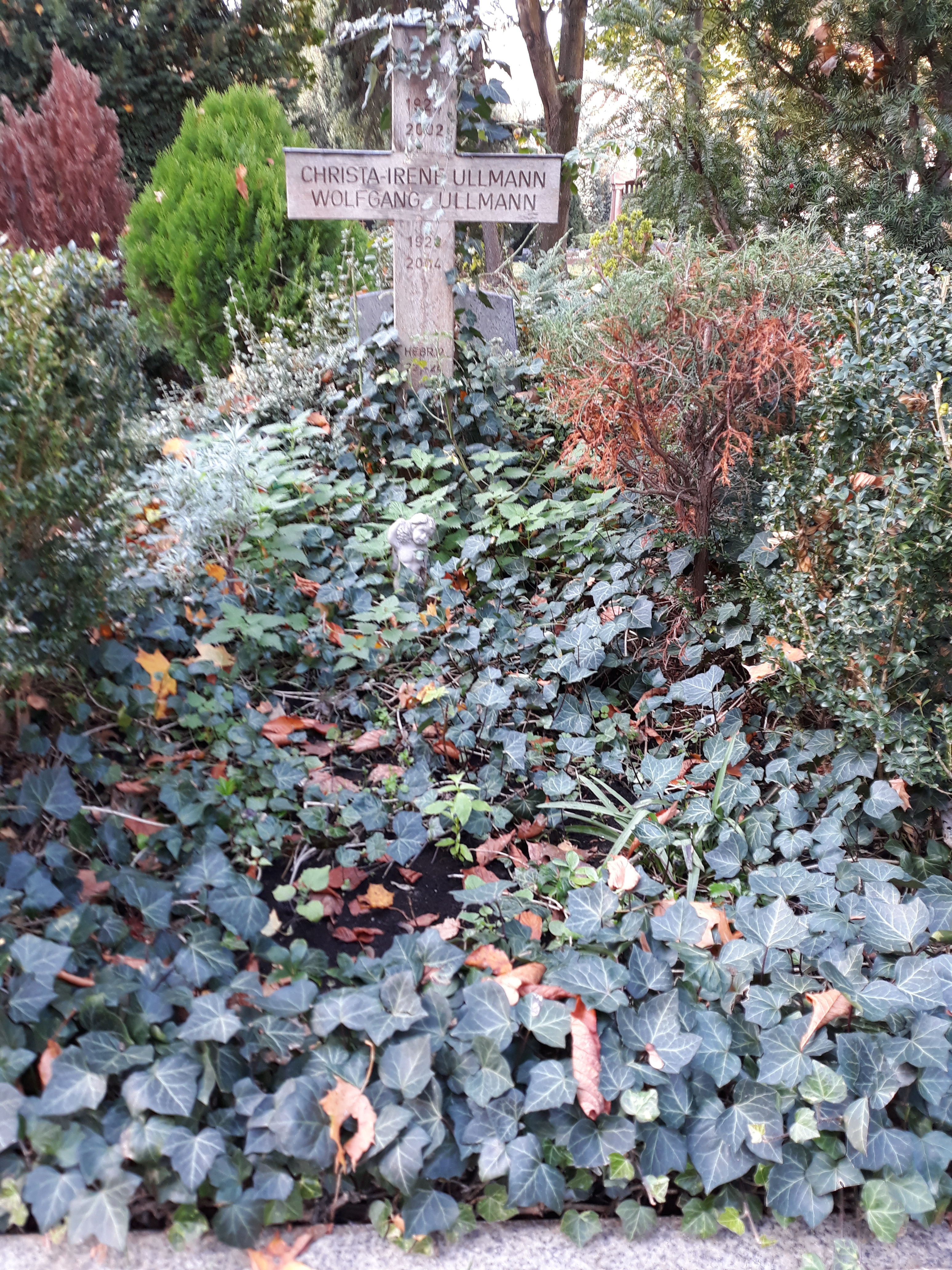
Das Grab von Wolfgang Ullmann und seiner Ehefrau Christa-Irene auf dem Sophien-Friedhof in Berlin.

Wolfgang Ullmann (* 18. August 1929 in Gottleuba; † 30. Juli 2004 in Adorf/Vogtl.) war ein deutscher Theologe, Kirchenhistoriker, Politiker (Bündnis 90/Die Grünen) und Herausgeber der Wochenzeitung Freitag.

## Leben
Wolfgang Ullmann besuchte die Grundschulen in Bad Gottleuba und Dresden und legte 1948 das Abitur am Real-Gymnasium in Dresden-Blasewitz ab. Nach dem Zweiten Weltkrieg studierte er von 1948 bis 1954 evangelische Theologie und Philosophie an der Kirchlichen Hochschule Berlin (West) und an der Georg-August-Universität Göttingen. 1953 war er kurzzeitig Mitglied der Gesamtdeutschen Volkspartei.
Nach Abschluss seiner Promotion – Thema der Dissertation war Die psychologische Trinitätslehre Augustins als theologische Voraussetzung der mittelalterlichen Ethik – kehrte er 1954 in die DDR zurück und wurde Pfarrer in Colmnitz (Sachsen). 1963 berief ihn das Katechetische Oberseminar Naumburg zum Dozenten für Kirchengeschichte. In seiner Arbeit widmete er sich unter anderem den Kirchenvätern der Alten Kirche, Thomas Müntzer sowie der Arbeit von Philosophen wie Eugen Rosenstock-Huessy oder Pawel Alexandrowitsch Florenski. 1978 übernahm er die Dozentur für Kirchengeschichte im Sprachenkonvikt Berlin der Evangelischen Kirche Berlin/Brandenburg. 1987 trat er der Initiative für Absage an Praxis und Prinzip der Abgrenzung bei.
Gemeinsam mit Konrad Weiß und Ulrike Poppe gründete er 1989 die Bürgerbewegung Demokratie Jetzt. In dieser Eigenschaft war er auch Mitglied des Runden Tisches, eines neu gebildeten Gremiums mit dem Ziel, die Belange möglichst vieler beteiligten Gruppen zu berücksichtigen. Vom Februar bis April 1990 war Ullmann Minister ohne Geschäftsbereich in der Regierung von Hans Modrow, dann als Vertreter von Bündnis 90 in einer Fraktionsgemeinschaft mit den Ost-Grünen Abgeordneter und einer der Vizepräsidenten der DDR-Volkskammer. Zuvor war er zum Sprecher der gemeinsamen Fraktion gewählt worden, seine Nachfolgerin wurde Marianne Birthler. Er arbeitete den nicht mehr beschlossenen Entwurf für eine neue DDR-Verfassung aus.

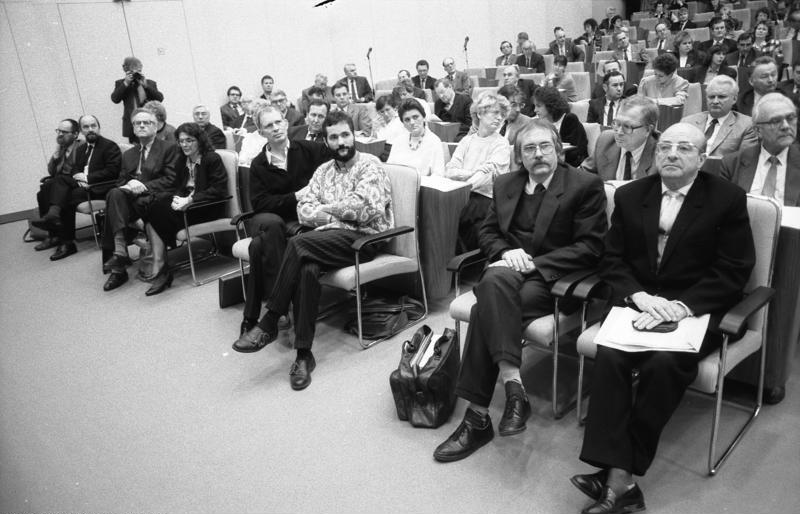
Wolfgang Ullmann (vorne rechts) 1990

Vom 3. Oktober 1990 bis 1994 war er für die gemeinsame rein ostdeutsche Liste Bündnis 90/Grüne-BürgerInnenbewegungen Mitglied des Deutschen Bundestages, 1993 fusionierte seine 1991 gebildete Partei Bündnis 90 schließlich mit den Grünen zu Bündnis 90/Die Grünen. Er plädierte in der Gemeinsamen Verfassungskommission von Bundestag und Bundesrat (1991–1993) für die Verankerung von Volksinitiative, Volksbegehren und Volksentscheid im Grundgesetz. Als die Forderungen abgelehnt wurden, verließ er die Kommission. Von 1994 bis 1999 war er Abgeordneter von Bündnis 90/Die Grünen im Europaparlament.
Ullmann erhielt 1994 die Theodor-Heuss-Medaille und 1996 den Arnold-Freymuth-Preis, darüber hinaus wurde ihm für sein Engagement für Berlin als Bundeshauptstadt im Juli 2004 der Ehrentitel eines Berliner Stadtältesten verliehen. Er war bis zu seinem Tod einer der Herausgeber der Wochenzeitung Freitag.
Wolfgang Ullmann starb 2004 im Alter von 74 Jahren während eines Urlaubsaufenthalts in Sachsen. Er wurde auf dem Sophienfriedhof II in Berlin-Mitte beigesetzt.
Am 9. Dezember 2019 wurde an seinem ehemaligen Wohnort, Berlin-Mitte, Tieckstraße 17, eine Berliner Gedenktafel enthüllt.

## Familie und Nachlass
Ullmann war seit 1956 verheiratet und hatte drei Kinder, wovon eines der Komponist Jakob Ullmann ist. Seine Tochter Esther-Marie Ullmann-Goertz war lange Zeit seine private Sekretärin. Die ehemalige Pfarrerin lebt seit 1989 in Berlin. Sein Nachlass als Theologe, Politiker und Herausgeber befindet sich im Archiv der Robert-Havemann-Gesellschaft (Berlin). Er ist archivarisch aufgearbeitet und weitgehend ohne Nutzungsbeschränkungen einzusehen.

## Schriften
- Herausgeber mit Friedrich de Boor: Quellen. Ausgewählte Texte aus der Geschichte der christlichen Kirche. Evangelische Verlagsanstalt, Berlin 1980.
- Vorschule der Demokratie. Kirche und Runder Tisch. Evangelische Verlagsanstalt, Berlin 1990, ISBN 3-374-01356-2.
- Demokratie – jetzt oder nie. Perspektiven der Gerechtigkeit. Kyrill-und-Method-Verlag, München 1990, ISBN 3-927527-24-6.
- Mit Bernhard Maleck: Ich werde nicht schweigen. Gespräche mit Wolfgang Ullmann. Dietz, Berlin 1991, ISBN 3-320-01753-5.
- Mit Bernhard Maleck: Verfassung und Parlament. Ein Beitrag zur Verfassungsdiskussion. Dietz, Berlin 1992, ISBN 3-320-01775-6.
- Zukunft Aufklärung. Eine Bestandsaufnahme nach dem Ende der Utopien. Kontext Verlag, Berlin 1995, ISBN 3-931337-10-3.
- Unionsluft macht frei – Vorschläge für eine humane Einwanderungs- und Flüchtlingspolitik der EU in: Europa – Zwischen Alltag und Vision, Frankfurt an Main 1996,  ISBN 3-929686-04-X.
- Geduld, liebe Dimut! Brüsseler Briefe. Forum-Verl., Leipzig 1998, ISBN 3-931801-04-7.
- Bürgerbewegungen und Parlament. In: Raban Graf von Westphalen (Hrsg.): Deutsches Regierungssystem. (Lehr- und Handbücher der Politikwissenschaft). Oldenbourg, München/Wien 2001, S. 525–543, ISBN 3-486-25737-4, Inhaltsverzeichnis: DNB 961134771/04
- Menschenrechtsverpflichtung und Menschenrechtsengagement der Europäischen Union (EU). In: Heiner Bielefeldt, Volkmar Deile, Brigitte Hamm, Franz-Josef Hutter, Sabine Kurtenbach, Hannes Tretter (Hrsg.): Jahrbuch Menschenrechte 2001. Böhlau, Wien / Köln / Weimar 2001.
- Ordo rerum. Die Thomas Müntzer-Studien. Herausgegeben von Jakob Ullmann. Kontext Verlag, Berlin 2006, ISBN 3-931337-43-X.
- Εἷς ὁ Θεός – Der Eine Gott. Die Geschichte von Dogma und Bekenntnis der Kirche. Würzburg 2020, ISBN 978-3-8260-6739-6 (2 Bände, posthum herausgegeben von Jakob Ullmann).